# Seventh Son
Seventh Son is een Brits-Amerikaans-Canadees-Chinese fantasyfilm uit 2014 onder regie van Sergei Bodrov. De film is gebaseerd op het boek De Geestenjager van Joseph Delaney uit 2004.

## Verhaal
John Gregory is de zevende zoon van de zevende zoon en de lokale geestenjager (spook), die het land beschermt tegen heksen, geesten en andere verschijningen die 's nachts rond dwalen. Omdat hij een dagje ouder wordt, is hij op zoek naar een leerling om op te leiden als zijn opvolger. De meeste leerlingen overleven de opleiding niet. Gregory's hoop is gevestigd op de jonge boer Thomas Ward. Thomas start zijn opleiding en krijgt zijn eerste grote uitdaging wanneer de machtige en gevaarlijke heks Mother Malkin ontsnapt, terwijl Gregory afwezig is.

## Rolverdeling
| Acteur          | Personage               |
| --------------- | ----------------------- |
| Ben Barnes      | Tom Ward                |
| Jeff Bridges    | John Gregory, the Spook |
| Julianne Moore  | Mother Malkin           |
| Alicia Vikander | Alice Deane             |
| Kit Harington   | Billy Bradley           |
| Olivia Williams | Mam                     |
| Antje Traue     | Bony Lizzie             |
| Djimon Hounsou  | Radu                    |

## Productie
Het filmen begon op 12 maart 2012 in Vancouver, Canada. In februari 2013 werd door de filmstudio 5 miljoen US$ gegeven aan het failliet verklaarde Rhythm and Hues Studios, dat verantwoordelijk is voor de visuele effecten van de film zodat ze de film konden afwerken.  Oorspronkelijk was de vooropgestelde releasedatum 22 februari 2013 maar deze werd telkens verlegd naar een latere datum, nu voorzien op 6 februari 2015 in de Verenigde Staten. De film ging in première in Frankrijk op 17 december 2014.